# Corymbiasläktet
Corymbiasläktet (Corymbia) är ett växtsläkte inom familjen myrtenväxter med 113 arter. De kommer nästan uteslutande från Australien. Arterna i släktet har fram till mitten av 1990-talet förts till eukalyptussläktet (Eucalyptus) men genetiska undersökningar har visat att arterna bör föras till ett eget släkte. Det finns fortfarande många botaniker och naturvårdare som räknar arterna till Eucalyptus.